# Allium robertianum
Allium robertianum là một loài thực vật có hoa trong họ Amaryllidaceae. Loài này được Kollmann mô tả khoa học đầu tiên năm 1983.